# Victor Basch
Victor Basch (n. 18 august 1863, Pesta, Regatul Ungariei – d. 10 ianuarie 1944, Neyron⁠(d), Ain, Franța) a fost un germanist și estetician francez de origine maghiară, activist pentru drepturile omului, arestat în 1944 de Milice française și împușcat.

## Scrieri
- Wilhelm Scherer et la philologie allemande, Paris, 1889.